# マザコン刑事の事件簿
『マザコン刑事の事件簿』（マザコンけいじのじけんぼ）は赤川次郎の小説。「マザコン刑事」シリーズの第1作目。

## 収録作品
- 「若きウィリアム・テル」の悩み
- 罪と×
- 死体置場の恋人たち
- いま一度の…
- フィルムが殺した
- パイプの向うの殺意
- 独りぼっちの披露宴

## テレビドラマ

### 1983年版
1983年3月3日、フジテレビ系「木曜ファミリーワイド」枠で放送された。
キャスト
- 岸本加世子
- 風間杜夫
- 加藤治子
- 井上純一
- 高樹澪
- 島田紳助
- 木内みどり
- ケーシー高峰
- 山村美智
- 鈴木瑞穂
- 岸田今日子

スタッフ
- 原作 - 赤川次郎「独りぼっちの披露宴」（『マザコン刑事の事件簿』所収）
- 脚本 - 安本莞二
- 演出 - 増村保造
- 製作 - フジテレビ、大映テレビ

### 1990年版
テレビ東京系列で1990年2月25日から4月1日まで放送された。
キャスト
- 渡辺裕之
- 乙羽信子　
- 石田ゆり子　
- 湯江健幸　
- ハナ肇
- 彦摩呂
- 江藤漢
- 織本順吉
- 大林丈史
- 豊川悦司
- 七瀬なつみ
- 草村礼子
- エド山口

スタッフ
- 原作 - 赤川次郎
- 脚本 - 椋露地桂子、馬場民子
- 演出 - 高井牧人、生島信
- 主題歌 - 清水綾子「さよならをもう一度」
- 製作 - テレビ東京、スタッフアズバーズ

#### サブタイトル
1. 死体置き場の消えた恋人たち
2. 雪の通り魔おとり殺人事件
3. 覗かれた裏窓若妻殺人事件
4. 暗闇で男女四人春殺人事件
5. 鮮血! 純白の花嫁殺人事件
6. 寄り道女子高生殺人事件

| テレビ東京系 日曜21：00枠  | テレビ東京系 日曜21：00枠 | テレビ東京系 日曜21：00枠                 |
| 前番組                     | 番組名                    | 次番組                                    |
| -------------------------- | ------------------------- | ----------------------------------------- |
| 優しいだけがオトコじゃない | マザコン刑事の事件簿      | ウッチャンナンチャンの コンビニエンス物語 |

| スタブアイコン | サブスタブ | この項目は、まだ閲覧者の調べものの参照としては役立たない、文学に関連した書きかけの項目です。この項目を加筆・訂正などしてくださる協力者を求めています（P:文学、PJ:ライトノベル）。項目が小説家・作家の場合には{Writer-substub}を、文学作品以外の本・雑誌の場合には{Book-substub}を貼り付けてください。 |